# Kush (Cannabis)

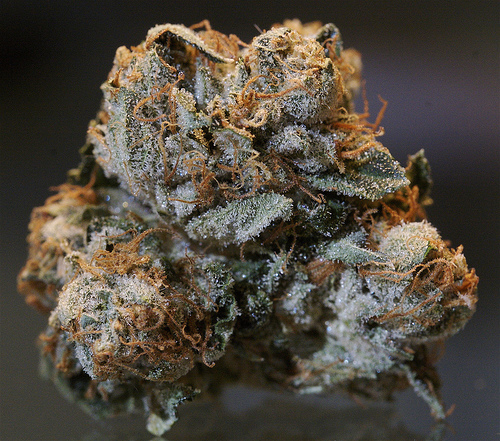
Flor (ou bud) madura de Bubba Kush.

Kush é uma variação (strain) de Cannabis indica pura ou híbrida. As origens do Kush remetem a plantas do Afeganistão, o norte do Paquistão e noroeste da Índia. As variações hindu de Kush foram levadas para os Estados Unidos ao final dos anos 1970, e continuam disponíveis até os dias de hoje.
Suas flores tendem a ser bem robustas, sendo as plantas mais baixas e densas (em comparação com variações de Cannabis sativa), ideais para cultivo caseiro e em locais fechados. Os efeitos geralmente são similares aos da Cannabis indica e variações híbridas de Cannabis, contendo altas taxas de canabidiol (funciona como relaxante, sedativo, analgésico, anticonvulsivo, ansiolítico, antipsicótico, anti-inflamatório, etc.), sendo muito visado por suas propriedades medicinais. Algumas variações de Kush mais famosas incluem: OG Kush, Bubba Kush, Purple Kush, Skywalker OG e Master Kush.